# علم مناعة الأجهزة
 الجهاز المناعي هو حقل بحث حديث، التي، تحت مظلة أكبر من علم أنظمة الأحياء  يهدف إلى دراسة الجهاز المناعي في منظور أكثر تكاملاً على كيفية مشاركة الكيانات والجهات الفاعلة على المستويات للنظام المختلف لوظيفة المناعة  الجهاز المناعي، تم تحليله جيدا فيما يتعلق بعناصره ووظائفه باستخدام طرق «اختزالية» ناجحة جدا، ولكن مبادئه للأداء الشامل لا يمكن التنبؤ بها بسهولة عن طريق دراسة خصائص مكوناته المعزولة لانها تعتمد على القوة والنشأة من  التفاعلات وفيما بين هذه المكونات الكثيرة، النظام المناعي يمثل نهجاً مختلفاً للفهم المتكامل لهيكل الجهاز المناعي ووظيفته تعتمد على نظرية،أنظمة معقدة و تقنياتبيولوجيا عالية الأنتاجية، بيولوجيا عالية الأنتاجية وأدوات رياضية وحسابية.  ثبت المراجع:
المقالات:
*كريستوف بينويست، رونالدو ن جيرمن، ديان ماتيس، الملاحظات المناعية
الحجم 210, رقم 1, أبريل 2006, ص 229-234 (6),
*ستيفين ه.كيليستين، أ المحاضر بلوس،2008 أغسطس 29;4(8):e1000128,.  *شوبرت شارلوت، طبيعة 473 (7345), 5 مايو 2011، ص 113 – 114  المراجع:
مراجع "خان تا"، ق فريدينسوهن، دي فريس ع، ستراسزيوسكي ي، روشيوييه هجرية، ش ريدي (2016),", عشر ظ. 2: e1501371. doi:10.1126/sciadv.1501371. بعد الاجتماع الوزاري 4795664. بميد 26998518.